# Fallen (Sarah McLachlan-sang)
 For alternative betydninger, se Fallen. (Se også artikler, som begynder med Fallen)
"Fallen" er en sang af den canadiske sangerinde Sarah McLachlan fra 2003. Det er den første single fra hendes album Afterglow fra samme år. Sangen blev nomineret til Grammy for Bedste Vokale Pop-Præstation af en Kvinde ved Grammy Awards i 2004, men tabte til Christina Aguileras "Beautiful". Den blev brugt i tv-serien Charmed i episoden "Used Karma", i Cold Case i episoden "The Promise" og One Tree Hill i episoden "With Arms Outstretched". Nummeret er inkluderet på kompilationsalbummet Celtic Circle III fra 2004.

## Spor
Version 1
1. "Fallen" (Radio mix)
2. "Answer" (Live)
3. "Hold on"
4. "Fallen" (Video)

Version 2 (UK CD Single)
1. "Fallen"
2. "Dirty little secret" (Live)

Version 3 (UK CD Single)
1. "Fallen" (Radio mix)
2. "Adia"
3. "Angel"
4. "Fallen" (Video)

Version 4 (UK / US 12" Disc)
1. "Fallen" (Gabriel & Dresden Anti Gravity Mix) - 10:31
2. "Fallen" (Satoshi Tomiie Interpretation) - 10:03

### CD single
1. "Fallen" (Radio mix)
2. "Fallen" (Album Version)
3. "Answer" (Live)

## Hitlister
| Hitliste (2003)                                  | Højeste placering |
| ------------------------------------------------ | ----------------- |
| Australien (ARIA)                                | 41                |
| Belgien (Ultratip Flanderen)                     | 14                |
| Belgien (Ultratip Wallonien)                     | 4                 |
| Brazil (ABPD)                                    | 86                |
| Canada (Nielsen Soundscan)                       | 9                 |
| Kina (China Top 20)                              | 7                 |
| Holland (Dutch Top 40)                           | 6                 |
| Holland (Single Top 100)                         | 89                |
| Skotland (Official Charts Company)               | 42                |
| Taiwan (Taiwan Top 10)                           | 3                 |
| Storbritannien Singles (Official Charts Company) | 50                |
| USA Billboard Hot 100                            | 41                |
| USA Adult Contemporary (Billboard)               | 12                |
| USA Adult Top 40 (Billboard)                     | 5                 |
| USA Dance Club Songs (Billboard)                 | 3                 |
| USA Radio Songs (Billboard)                      | 40                |